# Bazoșu Nou

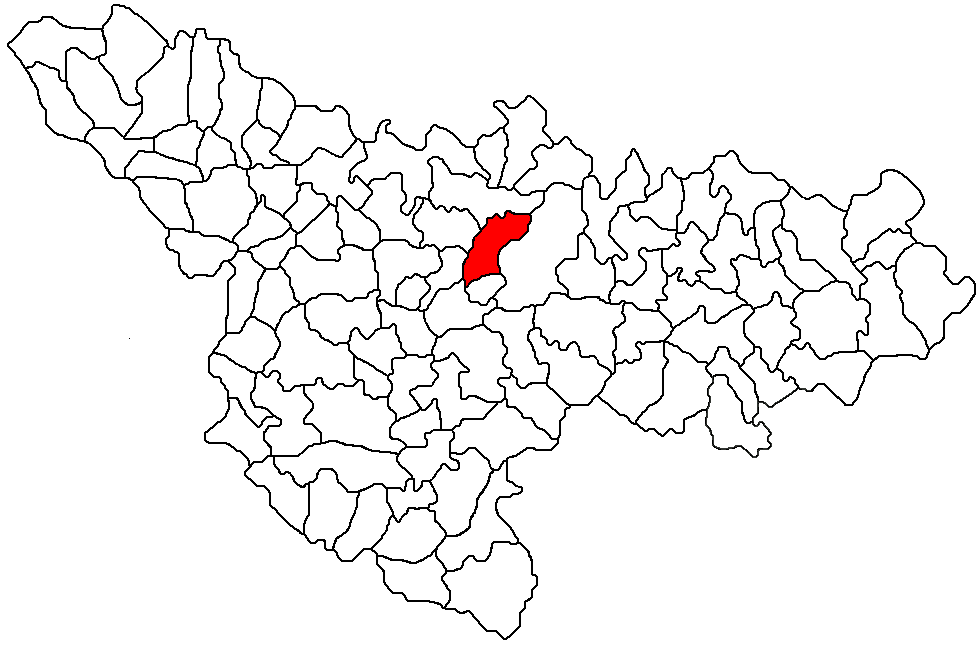
Lage der Gemeinde Bucovăț im Kreis Timiș

Bazoșu Nou (auch Colonia Hotar; ungarisch Újbázos auch Határpuszta) ist ein Dorf im Kreis Timiș, Banat, Rumänien, das zur Gemeinde Bucovăț gehört.

## Geografische Lage
Bazoșu Nou liegt im Zentrum des Kreises Timiș, etwa 20 Kilometer südöstlich von Timișoara.

## Nachbarorte
| Remetea Mare | Izvin                                       | Recaș                      |
| Bucovăț      | Kompassrose, die auf Nachbargemeinden zeigt | Bazoș                      |
| Albina       | Dragșina                                    | Dendrologischer Park Bazoș |

## Geschichte
Bazoșu Nou wurde 1926 gegründet, als sich 46 Familien aus Tălmăcel, Gemeinde Tălmaciu in Siebenbürgen, Kreis Sibiu hier niederließen. Der damalige Gutsbesitzer, Graf Lajos Ambrózy, hatte seinen Wohnsitz im Kastell in Remetea Mare.
Der Dendrologische Park Bazoș ist ein Arboretum, das zwischen 1909 und 1914 von Graf Ambrózy angelegt wurde. Ambrózy, der damals österreichisch-ungarischer Botschafter in den Vereinigten Staaten war, hatte Zugang zum Arboretum der Harvard University, von wo er vor allem nordamerikanische und asiatische Baumarten mitbrachte. Der Park erstreckt sich heute auf einem 60 Hektar großen Naturschutzreservat und beherbergt über 800 Pflanzengruppen aus fünf Kontinenten.

## Demografie
| 1941 | 254 | 252 | - | 2 | - |
| 1966 | 260 | 260 | - | - | - |
| 1977 | 361 | 358 | 3 | - | - |
| 2002 | 260 | 259 | 1 | - | - |